# Thôi ba lông vàng
Thôi ba lông vàng hay còn gọi lăng quăng, thới thanh (danh pháp khoa học: Alangium kurzii) là một loài thực vật có hoa trong họ Cornaceae. Loài này được Craib miêu tả khoa học đầu tiên năm 1911.